# Helga Hošková-Weissová
Helga Hošková-Weissová, születési neve: Helga Weiss (Prága, 1929. november 10. –) cseh festő, grafikus, könyvillusztrátor, a holokauszt túlélője.

## Élete
Apja az első világháborúból rokkantan jött vissza. Banktisztviselőként dolgozott, de 1939-ben a zsidótörvények miatt elvesztette állását.
Helga 12. születésnapja után négy héttel, 1941. december 10-én a theresienstadti koncentrációs táborba, a mai Terezínbe vitték őket, 45 ezer prágai zsidó honfitársukkal együtt. Helga először édesanyjával maradt a Dresdner Kasernében, majd átkerült a 8–16 éves leányok szállására. Munka után tanulhattak, rajz- és zeneórákon vehettek részt. Igyekezett legalább naponta egy órát a szüleivel tölteni. Édesapjával megegyezett, hogy minden este 19 órakor egymásra gondolnak. Egyszer hóembert rajzolt és elküldte édesapjának, aki arra kérte, hogy rajzolja le, amit a gettóban lát. Helga folytatta 9 éves korában elkezdett naplóját és 100 rajzot készített a gettó életéről. Illusztrációt is rajzolt apja gettóban írt elbeszéléséhez (És Isten látta, hogy ez rossz volt). Nagybátyja befalazta a rajzokat és a naplót a gettó egyik barakkjában, és így maradtak meg.
1944. október 14-én az auschwitzi koncentrációs táborba kerültek át. Helgát és édesanyját a freibergi kényszermunkatáborba küldték tovább, és a Drezda környéki repülőgépgyárban dolgoztak. 1945. április közepén a közeledő front miatt átvitték őket a Mauthausenba, ahol amerikai katonák szabadították ki őket. Helga 1945. május 21-én tért vissza Prágába édesanyjával, apját Auschwitzban ölték meg.
Helga elvégezte a gimnáziumot Prágában, és párhuzamosan rajziskolába járt. 1950-től a Képzőművészeti és Iparművészeti Akadémián tanult Emil Fillánál és Alois Fišáreknél. 1954-ben férjhez ment a Cseh Rádió Filharmonikus Zenekarának tagjához.
Művészetére nagy hatással voltak háborús élményei. 1958-ban Arnošt Lustig Éjszaka és remény (Noc a naděje) és Az éjszaka gyémántjai (Démanty noci) elbeszéléseit illusztrálta. A hatvanas évek elején sorozatot festett a theresienstadti, auschwitzi és a mauthauseni koncentrációs táborokról. A nyers, erőteljes stílusú, majdnem egyszínű képek drámai feszültséget sugároznak. Ezekben az években jelentek meg a theresienstadti naplójának részletei egy cseh antológiában.
1965 őszén ösztöndíjat kapott, és tíz hétig az izraeli En Hod művészkolónián alkothatott. Élményeiből képsorozat született, amelyet 1968-ban a prágai Zsidó Múzeumban állítottak ki. Ő tervezte 20 éven át a prágai zsidó közösség Zsidó évkönyvének címlapját. 1991-ben nagyszabású kiállítás nyílt alkotásaiból a Klausz-zsinagógában, Prágában. Felkérésre domborművet készített, amelyet a prágai deportáltak egykori gyűjtőhelyén, a Holašovice negyedben helyeztek el.
1993-ban a Bostoni Egyetem tiszteletbeli doktorrá fogadta. 1998-tól „Rajzold le, amit látsz” címmel vándorkiállításon mutatták be rajzait Berlin, Bonn, Magdeburg, Göttingen, Hannover, Halle an der Saale, Lensian és Liberec érintésével. Göttingenben könyv alakjában is kiadták.

## Magyarul megjelent művei
- Helga Weiss: Helga naplója. Élet a koncentrációs táborban. Egy fiatal lány visszaemlékezései; szerk., előszó, interjú, jegyz. Neil Bermel, ford. Varga György; Alexandra, Pécs, 2013